# Kamareddy (Distrikt)
Der Distrikt Kamareddy (Telugu కామారెడ్డి జిల్లా, Urdu کاماریڈی ضلع) ist ein Verwaltungsdistrikt im südindischen Bundesstaat Telangana. Verwaltungssitz ist die Stadt Kamareddy.

## Geographie
Der Distrikt liegt im Nordwesten Telanganas an der Grenze zum Bundesstaat Maharashtra. Der Distrikt hat ungefähr die Form eines auf der langen Kante liegenden Rechtecks mit den Abmessungen (Länge × Höhe) 70 km × 17–29 km. Durch den Distrikt fließt der Manjira, ein Zufluss des Godavari. 82.190,48 Hektar (22,43 %) der Distriktfläche sind von Wald bedeckt. Die angrenzenden Distrikte sind Nizamabad im Norden, Rajanna Sircilla und Siddipet im Osten und Nordosten sowie Medak und Sangareddy im Süden.

## Geschichte

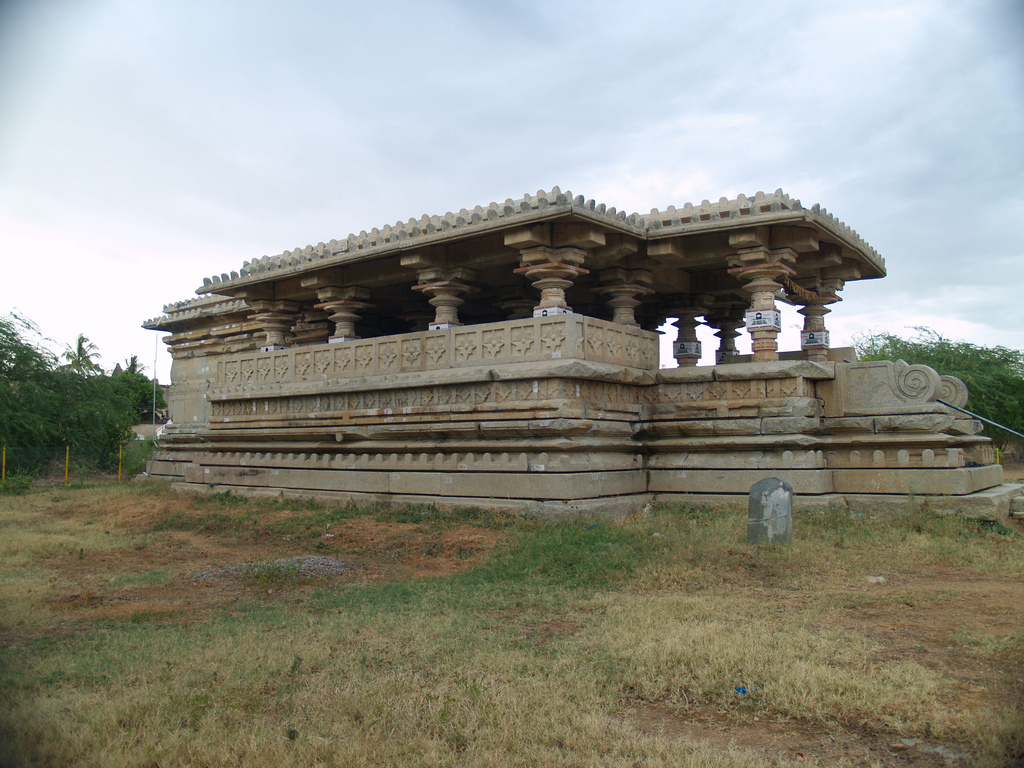
Domakonda-Tempel

Seit dem Jahr 1726 gehörte das Gebiet Telanganas zum neu entstandenen Staat Hyderabad, der 1948 in das unabhängig gewordene Indien integriert wurde. 1956 kam Telangana zum Bundesstaat Andhra Pradesh, bis es 2014 ein eigener Bundesstaat wurde. Am 11. Oktober 2016 erfolgte eine neue Distrikteinteilung, wobei 21 neue Distrikte, darunter auch Kamareddy eingerichtet wurden. Zuvor war Kamareddy Teil des Distrikts Nizamabad.

## Demografie
Bei der Volkszählung 2011 hatte der spätere Distrikt 972.625 Einwohner. Die Bevölkerungsdichte lag mit 378 Einwohnern pro km² über dem Durchschnitt Telanganas (312 Einwohner/km²) und der Urbanisierungsgrad war mit 12,71 % gering (Durchschnitt Telanganas: 38,88 %). Das Geschlechterverhältnis wies mit 478.389 Männern auf 494.236 Frauen einen Frauenüberschuss auf. Die Alphabetisierungsrate lag mit 56,51 % (Männer 67,37 %, Frauen 46,1 %) sehr deutlich unter dem Mittelwert Telanganas (66,54 %) und unter dem Durchschnitt Indiens (74,04 %). 15,76 % der Bevölkerung (153.302) gehörten zu den Scheduled Castes und 8,40 % (81.656) zu den Scheduled Tribes.
Die große Mehrheit der Bevölkerung waren Hindus (865.671, 89,0 %). Daneben gab es als Minderheiten Muslime (99.572, 10,2 %) und Christen (4154, 0,4 %).

## Wirtschaft
Der Distrikt ist landwirtschaftlich geprägt. Von den während der Monsunzeit kultivierten Feldfrüchten entfielen 2019/20 in der Kharif-Saison (Herbsternte) auf Reis 84.732 ha (42,8 %), Sojabohnen 36.373 ha (18,4 %), Mais 35.689 ha (18,0 %), Baumwolle 19.206 ha (9,7 %). In der Rabi-Saison (Frühjahrsernte) waren die Hauptanbauprodukte Reis (39.056 ha, 54,5 %), Kichererbsen (Bengal gram, 17.256 ha, 24,1 %) und Mais (10.319 ha, 14,4 %). Der größte Teil des Landes wurde von Klein- und Kleinstbauern bewirtschaftet.
Im Distrikt gibt es mehrere Staudämme. Der Nizamsagar-Damm am Fluss Manjira wurde bereits in den 1920er Jahren, zur Herrschaftszeit des letzten Nizams errichtet. Ebenfalls aus den 1920er Jahren stammt der Pocharam-Damm am Fluss Alair. Der Koulas-Nala-Damm stammt aus neuerer Zeit und staut den gleichnamigen Fluss. Alle Dämme dienen der Bewässerung für die Landwirtschaft.

## Besonderheiten
Es gibt eine Reihe von kulturhistorisch interessanten Tempeln. Domakonda Fort und Koulas Fort sind Ruinen alter Befestigungsanlagen.